# Jacobus de Koning
Jacobus de Koning  (Muiderberg, 9 juni 1855 - Hilversum, 24 maart 1906) was een Nederlands waterbouwkundige en oprichter van het ingenieursbureau Van Hasselt en de Koning (nu Royal HaskoningDHV).

## Jeugd, opleiding en eerste werkkring
Hij bezocht de hogere burgerschool te Haarlem. Daarna ging hij studeren aan de Polytechnische School te Delft (1872-1876). Daar was hij actief betrokken bij het gezelschap ‘Vrije Studie’. Die groep studenten, gelieerd aan het Delftsch Studenten Corps, streefde ernaar om de samenhang te verduidelijken tussen de beroepsuitoefening van de ingenieur en de algemene wetenschappelijke, maatschappelijke en politieke vragen van die tijd.
Na zijn afstuderen was werkzaam als opzichter bij Rijkswaterstaat belast met stroommetingen op de Grote Rivieren met standplaats Nijmegen. In 1877 werd hij adjunct-ingenieur bij de aanleg van Staatsspoorwegen ter standplaats Rotterdam, ten behoeve van de aanleg van de lijn Rotterdam-Hoek van Holland.

## Van Hasselt & De Koning
Bij de spoorwegen had hij een niet-leidinggevende functie. Uit onvrede met zijn werk overwoog hij het ingenieursvak te verlaten en letteren te gaan studeren. Hij schreef over zijn dilemma aan zijn vriend Johan van Hasselt, die juist in die tijd (1881) met zijn pas opgerichte ingenieursbureau in Nijmegen een grote behoefte had aan versterking. Het werk voor raadgevend ingenieurs, vooral op waterstaatsgebied, nam enorme vormen aan en Van Hasselt stelde een vorm van samenwerking voor. Zij vormden samen de maatschap J.van Hasselt en de Koning. Bijzonder aan dit bedrijf was dat zij zich niet verbonden aan een bepaald bedrijf (een agent van dat bedrijf werden) en zich dus als onafhankelijk adviseur konden opstellen. Dit zorgde wel dat het bedrijf in de eerste jaren niet veel werk had. De Koning specialiseerde zich daarom in de cultuurtechniek, en tak die in Duitsland heel succesvol was. Hij richtte zich vooral op de ontginning van woeste gronden en de verbetering van de kleine rivieren in het oosten van ons land. Door zijn innemendheid wist hij velen, in het bijzonder in Gelderland en Overijssel, te winnen voor zijn denkbeelden, die vooral gegrond waren op studie van buitenlandse werken op dit gebied.
In 1888 werd zijn compagnon van Hasselt benoemd tot directeur van de Amsterdamse waterleidingmaatschappij, maar bleef aan de firma verbonden; pas in 1894 trad hij uit deze firma en was De Koning dus de enige vennoot. Dit duurde tot 1899, toen De Koning benoemd werd tot directeur van een petroleum-maatschappij, en zich te Hilversum vestigde. Maar hij bleef vennoot bij het ingenieursbureau, dat in terwijl Nijmegen gevestigd bleef. Hij trok ir. W.S.G.T. Post aan als tweede vennoot.

## Gelderland
Het merendeel van de opdrachten die het bureau kreeg op het gebied van de natte waterstaat had betrekking op waterstaatkundige werken in het Gelderse, zoals een ontwerp voor haven – en andere werken te Zutphen (1894) en meer specifiek in de regio Nijmegen, Maas en Waal en de Liemers. Ook was De Koning direct betrokken bij ontwerpen voor en daadwerkelijke verbetering van de waterhuishouding in de Veengoot en de Baakse Beek onder Lichtenvoorde (1891), en van die in de Grote Barneveldse Beek (1892). In de periode 1886-1898 werkten ze aan het riviertje de Aa-strang op de grens van Nederland en Duitsland.

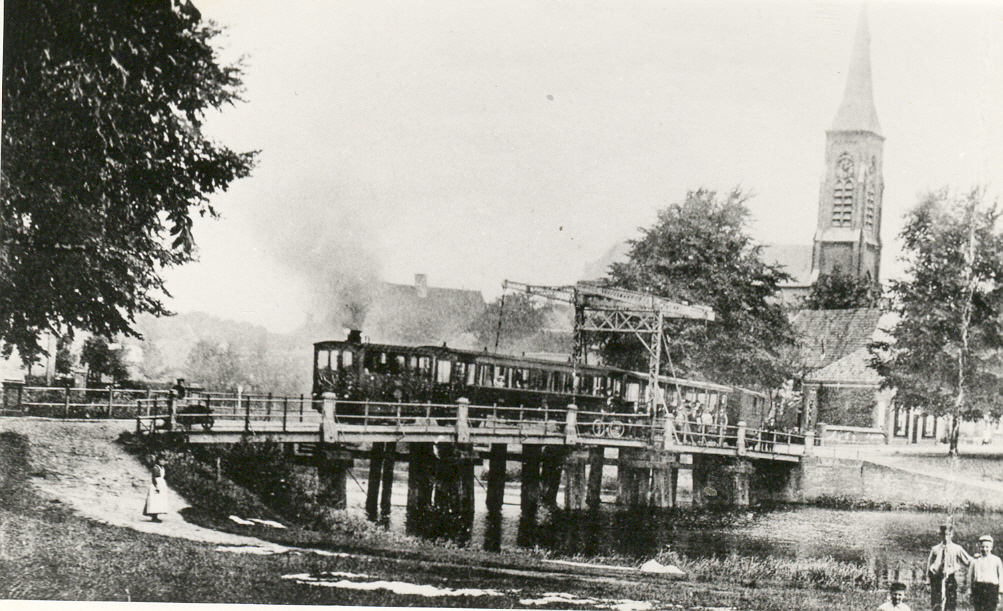
Tram op de brug over de Oude IJssel

Op het gebied van de (spoor)wegen tekende De Koning onder meer voor het ontwerp voor nieuwe wegen in de gemeente Nijmegen en ontwerp en bouw van een brug over de Oude Rijn in de weg Lobith-Elten (1892). Het jaar daarop volgden rapporten over een lokaalspoorweg Gouda – Schoonhoven en een tramverbinding Het Schouw - Purmerend - Alkmaar. Met betrekking tot de aanleg van waterleidingen bracht De Koning diverse adviezen uit, zoals een rapport voor de N.V. Waterleiding Exploitatiemaatschappij (1892) en ontwerpen voor waterverversing in de stadsgrachten van Wageningen en Lochem (1893). Maar ook over de drinkwaterleiding in Soerabaja verscheen een rapportage van de hand van De Koning (1895).
In 1885 publiceerde De Koning samen met Van Hasselt een artikel in het tijdschrift De Economist over polders op Java voor rijstbouw. Hierin combineerden zij hun civiele kennis met de opgebouwde kennis over landinrichting. Niet lang daarna zouden zij iets dergelijks ook doen met betrekking tot de Betuwe. Hun ‘Schetsontwerp voor verbetering van den afvoer van het water in het Polderdistrict de Over-Betuwe en voor het onderhouden van een behoorlijk peil in de slooten gedurende den zomer’ werd in januari 1887 toegezonden aan het bestuur van het Polderdistrict Over-Betuwe. Het polderbestuur wilde namelijk weten of bevloeiing van weiden in dat gebied tegen aanvaardbare kosten gerealiseerd kon worden. Hiervoor maakten De Koning en Van Hasselt op kosten van het Polderdistrict een reis door België en Duitsland. In het eindverslag zijn zowel de technische als de financiële, en landbouwkundige en juridische aspecten van het bevloeiingsvraagstuk onder de loep genomen. Men moest echter tot de conclusie komen dat de financiële haalbaarheid van bevloeiingsmaatregelen in de Over-Betuwe op dat moment zeer twijfelachtig was. Maar het onderwerp bleef De Koning bezighouden.
In 1891 hield hij een lezing voor de Algemene Vergadering van de Geldersch-Overijsselsche Maatschappij van Landbouw onder de titel Bevloeiing van hooilanden in Nederland en elders. Die voordracht leidde er mede toe dat de Gelders-Overijsselse Maatschappij van Landbouw bij de regering aandrong op instelling van een staatscommissie om onderzoek te doen naar bevloeiingen. Die commissie werd inderdaad ingesteld in 1893, met De Koning als een van de leden, naast onder anderen dr. A. Mayer, directeur van de Rijkslandbouwschool te Wageningen en H.J. Lovink, directeur van de Nederlandsche Heidemaatschappi. Het rapport van die commissie, dat in 1897 verscheen, heeft er mede toe geleid dat in volgende jaren in diverse Gelderse gemeenten werk werd gemaakt van optimalisering van de plaatselijke landbouw door het systematisch bevloeien van landerijen met water uit beken en riviertjes.

## Politieke en maatschappelijke functies

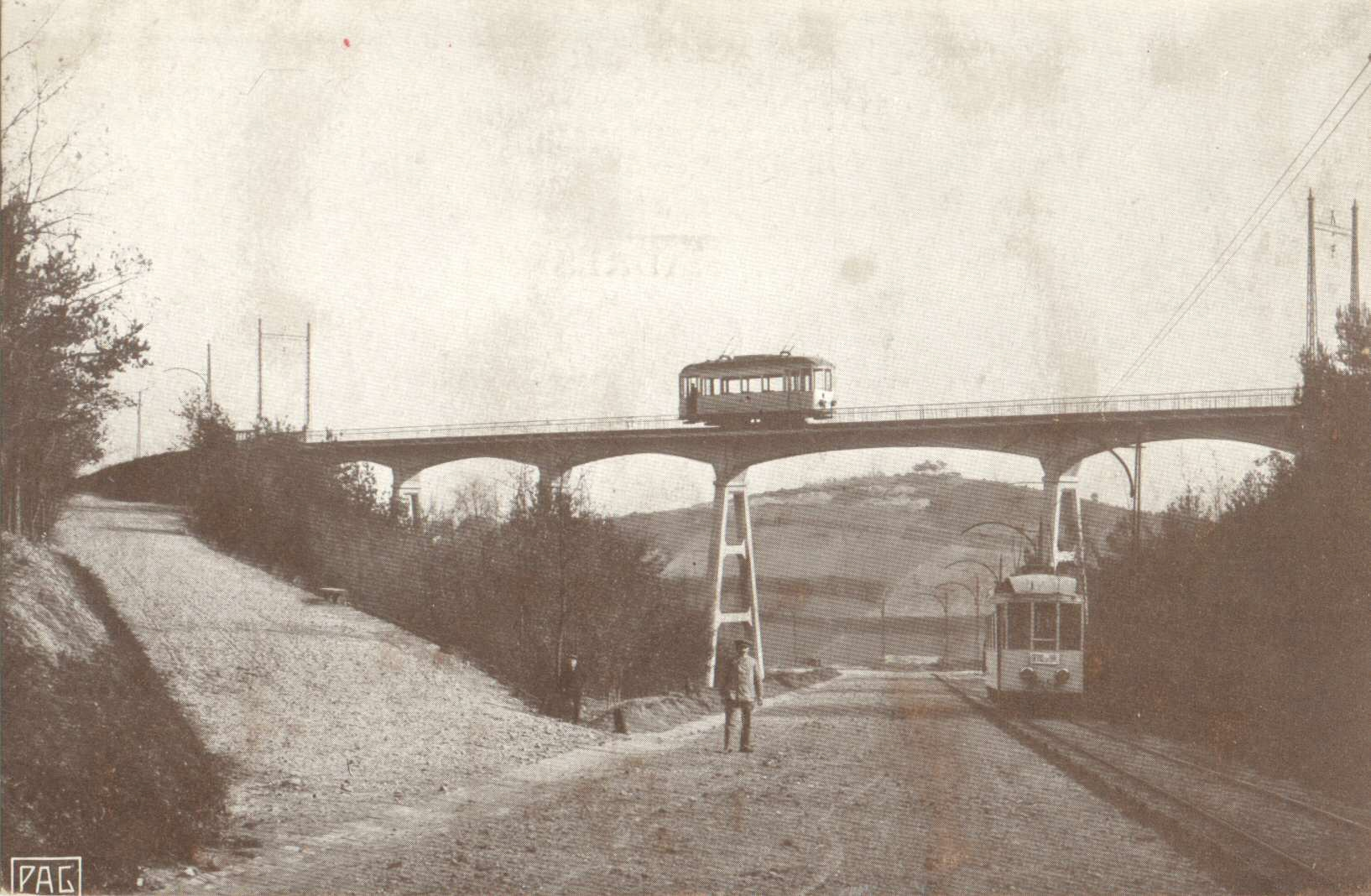
Twee trams op het bergspoor van Nijmegen naar Berg en Dal

Van 1891 tot 1899 was De Koning lid van de Nijmeegse gemeenteraad. Daar richtte hij zijn belangstelling met name op die terreinen waar zijn ingenieurskennis en zijn opvattingen over het nut van technische voorzieningen voor welvaart en welzijn het best tot uiting kwamen: de openbare hygiëne (waterafvoer, riolen, gemeentereiniging), waterleidingen en gasfabricage, een tramverbinding tussen Nijmegen en Wamel, en de invoering van elektrisch licht in Nijmegen. In 1899, vlak voor zijn afscheid als raadslid, zorgde hij ervoor dat de eventuele aanleg van een elektrische tram binnen Nijmegen nog op de agenda van de gemeenteraad werd gezet.

## Onderwijs en belangenbehartiging
In 1890 maakte hij zich al sterk voor een verbetering van de opleiding van civiel ingenieurs in Delft, en schreef daarover een artikel in De Ingenieur In 1892 werd door de Vereeniging van Burgerlijke Ingenieurs een commissie ingesteld tot het nagaan in hoever de wet herziening behoefde, die het technisch hoger onderwijs regelde (toen wettelijk nog bij het middelbaar onderwijs ondergebracht). Hier was hij de stuwende kracht. In het buitenland werd veel door hem voor deze commissie gereisd; hij heeft hier uitgebreid over gerapporteerd in De Ingenieur. In 1903 kreeg hij van de rijksoverheid de opdracht om een plan te maken voor het technisch middelbaar onderwijs, dat was een oprichter voor opzichters (technisch ambtenaar). Zoals er in Nederland één instelling was voor hoger technisch onderwijs (in Delft), sterde hij ook om te komen tot één centrale opleiding voor middelbare technici. Hij stelde voor om die in Haarlem te vestigen maar daar is niets van terecht gekomen.
Hij was een actief bestuurslid in het Koninklijk Instituut van Ingenieurs en van de Vereniging van Delftsche Ingenieurs.

## Overige functies
Naast zijn werk als raadgevend ingenieur was De Koning ook bij andere organisaties betrokken. Zo werd hij in 1893 naast zijn werk in de maatschap ook directeur van de N.V. Waterleiding Exploitatiemaatschappij, een bedrijf dat op diverse plaatsen het initiatief nam tot de aanleg van waterleidingen. In datzelfde jaar aanvaardde De Koning het lidmaatschap van het Rijks-Landbouwcomité. In 1899 kreeg hij een nieuwe functie, namelijk die van directeur van de N.V. Nederlandsche en Nieuw-Nederlandsche Petroleummaatschappijen (werkzaam in Galicië en in Roemenië). Om deze reden verhuisde hij van Nijmegen naar Hilversum en nam hij afscheid als raadslid in Nijmegen. Deze investering was echter niet erg succesvol.
De Koning was adviseur van verschillende technisch-economische ondernemingen van bankiers.

## Privé

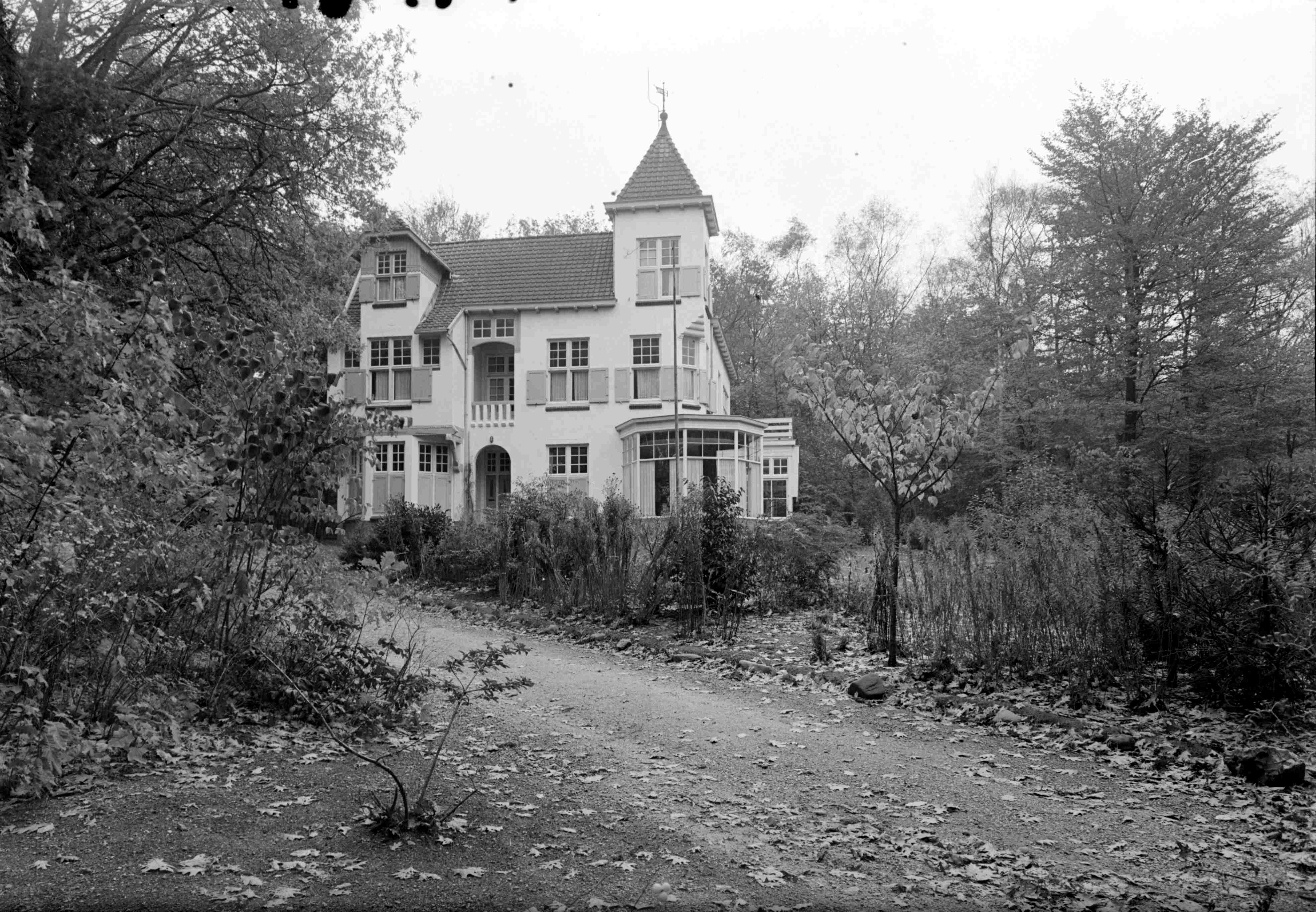
De villa Berkenheuvel

Hij was de zoon van Anthony Johannes de Koning, predikant eerst te Muiderberg, later te Voorschoten en Sabina W.H.Vogel. Hij trouwde op 10 september 1879 te Nijmegen met Maria Henriëtte van den Bosch (geb. 1855). Het echtpaar kreeg twee zonen. De in latere jaren voorgenomen verhuizing van hem en zijn gezin naar Nijmegen heeft hij niet meer meegemaakt. Vlak voor zijn overlijden heeft De Koning nog gezien hoe de door hem ontworpen villa Berkenheuvel, gelegen op de Kwakkenberg aan de Nijmeegse gemeentegrens, werd opgeleverd. Vier dagen na zijn overlijden te Hilversum op 24 maart 1906 werd hij in Nijmegen begraven.
- Biografisch Portaal: 65361602
- Virtual International Authority File: 291854480